# Ladelund
Ladelund (frisó septentrional Låålönj, jutlandès meridional Lalunj) és un municipi del districte de Nordfriesland, dins l'Amt Südtondern, a l'estat alemany de Slesvig-Holstein. Es troba a 20 kilòmetres de Niebüll i a la vora de la frontera amb Dinamarca.

## Història
De l'1 de novembre de 1944 fins al 16 de desembre de 1944 es va establir un camp de concentració prop de Ladelund com a filial del de Neuengamme. Els presoners eren majoritàriament holandesos, polonesos, soviètics, francesos, italians, belgues i txecoslovacs. Durant les sis setmanes de producció a 301 de persones ocupades a Alemanya durant la Segona Guerra Mundial|treballs forçats]], inanició i malalties infeccioses. Entre les morts també hi havia 111 Puttenaren, homes del poble Putten als Països Baixos, que van ser deportats durant la incursió de Putten perquè l'acció es va dur a terme com a represàlia per un atac de la resistència holandesa a un vehicle que transportava personal de la Wehrmacht. Va ser una de les pitjors incursions als Països Baixos ocupats durant la Segona Guerra Mundial.